# غلين دوناواي
غلين دوناواي (بالإنجليزية: Glenn Dunaway)‏ هو مالك فريق ناسكار ‏ أمريكي، ولد في 6 يوليو 1914 في كينغز ماونتن في الولايات المتحدة، وتوفي في 8 مارس 1964 في كامدن في الولايات المتحدة.

## وصلات خارجية
- غلين دوناواي على موقع Racing-Reference.info (الإنجليزية)